# Czech International 1994
Die 23. Czech International 1994 im Badminton fanden Ende September 1994 statt.

## Sieger und Platzierte
| Disziplin    | Gold                           | Silber                               | Bronze                              |
| ------------ | ------------------------------ | ------------------------------------ | ----------------------------------- |
| Herreneinzel | Henrik Sørensen                | Claus Simonsen                       | Thomas Søgaard                      |
| Herreneinzel | Henrik Sørensen                | Claus Simonsen                       | Anders Boesen                       |
| Dameneinzel  | Irina Serova                   | Mette Sørensen                       | Lotta Andersson                     |
| Dameneinzel  | Irina Serova                   | Mette Sørensen                       | Irina Yakusheva                     |
| Herrendoppel | Claus Simonsen Henrik Sørensen | Robert Mateusiak Damian Pławecki     | Hansen Steen Thygesen-Poulsen       |
| Herrendoppel | Claus Simonsen Henrik Sørensen | Robert Mateusiak Damian Pławecki     | Daniel Eriksson Rasmus Wengberg     |
| Damendoppel  | Lone Sørensen Mette Sørensen   | Neli Boteva Diana Koleva             | Pernille Harder Michelle Rasmussen  |
| Damendoppel  | Lone Sørensen Mette Sørensen   | Neli Boteva Diana Koleva             | Svetlana Alferova Irina Yakusheva   |
| Mixed        | Jürgen Koch Irina Serova       | Artur Khachaturyan Svetlana Alferova | Damian Pławecki Katarzyna Krasowska |
| Mixed        | Jürgen Koch Irina Serova       | Artur Khachaturyan Svetlana Alferova | Stellan Österberg Kristin Evernäs   |